# Sura gamla kyrka
Sura gamla kyrka var en kyrkobyggnad i Surahammar i Västerås stift. Den var församlingskyrka i Sura församling.

## Kyrkobyggnaden
Kyrkan  uppfördes 1671 av liggtimmer och kläddes 1684 med spån. Den bestod av ett långhus med  rakt avslutat kor i öster och kyrktorn i väster. I söder fanns ett vapenhus och i norr en sakristia. 
Kyrkan övergavs 1892 när den nuvarande Sura kyrka invigdes. År 1911 restaurerades kyrkan och blev samlingssal och kommunalhus. Den återinvigdes till kyrka 1967. 
Kyrkan ödelades 1998 i en anlagd brand, men sakristian klarade sig. Beslut fattades att inte återuppbygga kyrkan. Däremot renoverades sakristian och en minnesplats inrättades där träkyrkan tidigare stod.
Åtta år senare, den 28 september 2006, klarlades att brandens anstiftare var säsongsanställd vid Sura församling. Sedan han ertappats med att ha skändat ett kvinnolik i kyrkans bisättningsrum erkände han i polisförhör att han hade satt eld på Sura gamla kyrka.  Eftersom han bedömdes ha varit psykiskt sjuk vid brottstillfällena dömdes han till rättspsykiatrisk vård, istället för fängelse.   

## Inventarier

### Orgel
- 1853 skänktes en orgel till kyrkan. Den flyttades till den nybyggda kyrkan 1892.
- Den nuvarande orgeln är en elorgel med två manualer och pedal.[2]

### Predikstol
Vid en reparation i november 1852 upptäcktes en mekanism i den gamla predikstolen. Av de tolv  apostlabilder som omgav den, så befanns aposteln S:t Pers huvud kunna nicka. Den bilden var riktad mot församlingen. Prästen kunde genom att trampa på mekanismen få huvudet att nicka till. Den användes när prästen ville få någon särskild bekräftelse av något i sina texter. Mekanismen skall ha varit av katolskt ursprung.

### Fotnoter
1. ↑  ”Kyrkan brinner! Vad händer sedan? Rapport från Riksantikvarieämbetet 2004:2”. Riksantikvarieämbetet. Arkiverad från originalet den 3 december 2008. https://web.archive.org/web/20081203081205/http://www.raa.se/bok/pdf/kyrkanbrinner.pdf.
2. ↑  Tore Johansson, red (1990). Inventarium över svenska orglar: 1990:I, Västerås stift; Karlstads stift. Tostared: Förlag Svenska orglar. Libris 4108784
3. ↑  ”Wid nyligen skedd reparation å Sura kyrka”. Snäll-Posten, notis längst ner i 4:e kolumnen. 18 december 1852. https://tidningar.kb.se/2810472/1852-12-18/edition/153656/part/1/page/1/?newspaper=SN%C3%84LLPOSTEN&from=1852-12-18&to=1871-12-31. Läst 27 april 2022.